# Taraïette

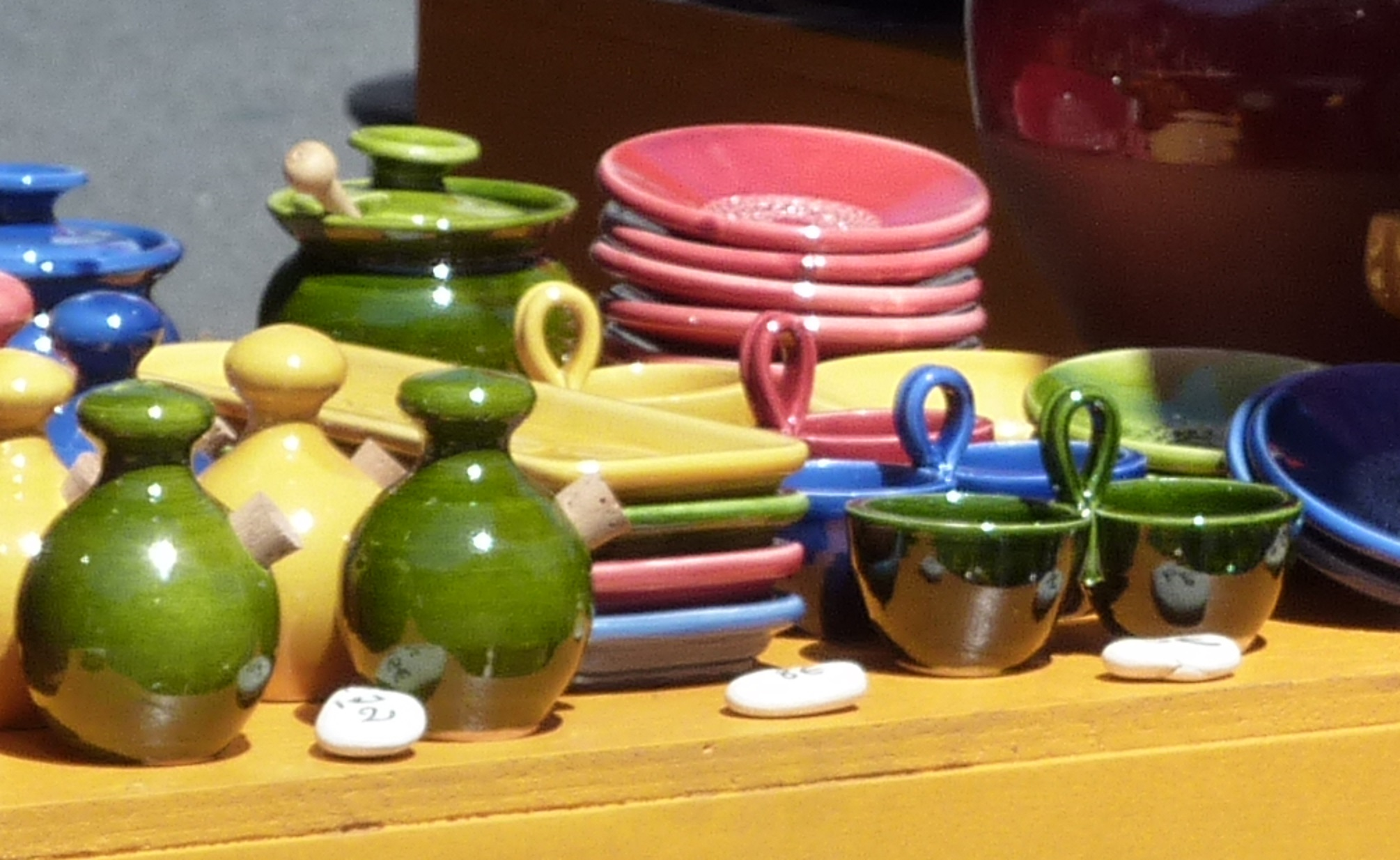
Taraïettes chez un potier d'Aubagne.

Une taraïette (tarraieto, en provençal) est une poterie miniature d'un artisanat très fin représentant une pièce de métier :(cuisine, lavoir, etc.) permettant aux enfants de jouer à la dînette, et plus particulièrement un pichet à bec verseur miniature éponyme dans lequel les enfants soufflent pour imiter le chant du rossignol.
Fabriquées initialement à Apt, Saint-Quentin-la-Poterie, Vallauris et Aubagne, seuls ces deux derniers centres auxquels s'est joint celui de Dieulefit, continuent cette tradition.
La popularité de ces petits objets doit tout à la foire de la Saint-Jean à Marseille, dite foire à l'ail et aux taraïettes, initiée au XVe siècle et qui se déroule de la mi-juin à la mi-juillet, pendant laquelle elles étaient initialement vendues mêlées aux herbes de la Saint-Jean.

## Étymologie

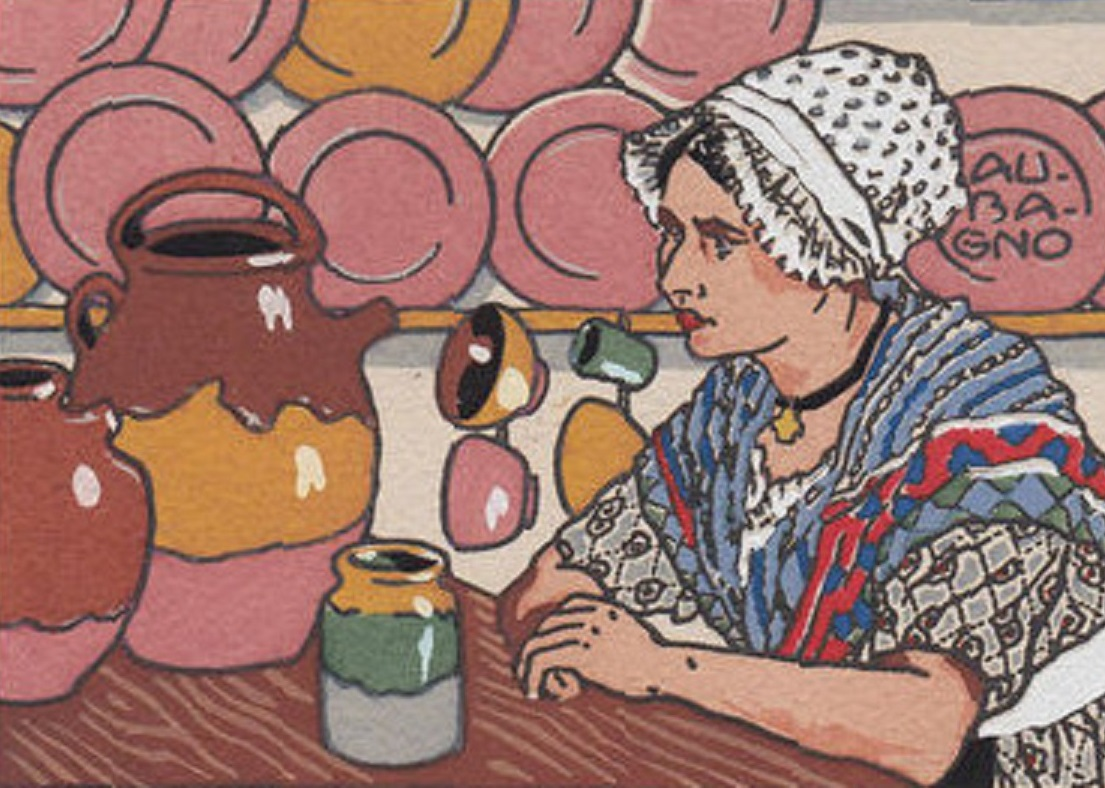
Provençale et ses poteries (teiraio) à Aubagne.

Dans le Grand Trésor du félibrige, Frédéric Mistral donne une définition de la tarraieto : petite poterie, petite pièce de vaisselle pour amuser les enfants.
Le terme « taraïette », que l'on peut écrire aussi teraïette ou terraillette, est le diminutif de teiraio, qui désigne un pot en terre utilisé en particulier pour la cuisine.
Cette poterie vernies sert ou a servi à l'usage quotidien, tant dans la cuisine que dans le potager. Selon la tradition, « il suffisait d'un pot pour la cuisine, d'un panier pour le jardin, d'un pichet pour l'eau pour avoir tout sous la main pour se nourrir ».
En Provence, la taraïette, miniature de la vaisselle utilisée par les ménagères, n'est pas considérée comme un objet du folklore mais conserve un fort potentiel identitaire lié à la cuisine provençale.

## Foire à l'ail et aux taraïettes

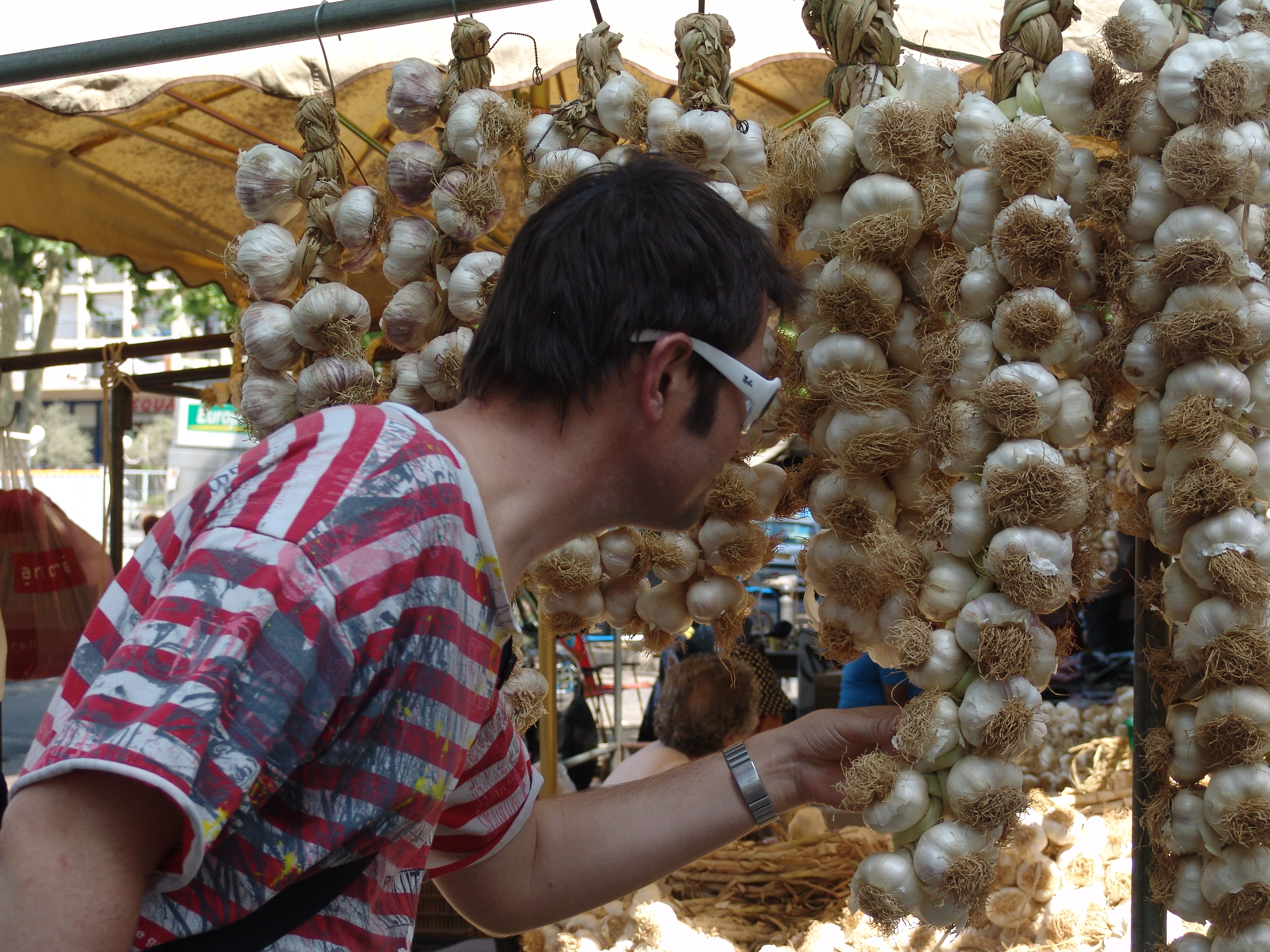
Foire à l'ail et aux taraïettes à Marseille.

En 1447, le roi René, comte de Provence, créa deux foires pour Marseille, la foire de la Saint-Martin et la foire de la Saint-Jean, qui duraient dix jours chacune. Seule va survivre celle de la Saint-Jean. Elle était uniquement spécialisée dans la vente des aulx.
En juin 1526, François 1er confirma cette dernière. Au fil du temps, elle fut déplacée dans les quartiers de Marseille. En 1790, elle s'installa sur les allées des Capucines (actuelle allée Léon-Gambetta). Puis elle se retrouva successivement au cours Belsunce, puis sur les allées de Meilhan. Outre l'ail pendu en longs chapelets, on y proposait de l'oignon, du thym, du romarin, de la sarriette et du basilic. C'étaient les herbes de la saint-Jean de Provence,.
Ce n'est que vers 1860 qu'apparurent les poteries utilitaires en argile cuite, du matériel de cuisine (grosses jarres à huile, à olives, terrines, daubières, vire-omelettes, gargoulettes, tians),, ainsi que les taraïettes, qui les reproduisaient en miniature pour le jeu des enfants,. Parmi ces poteries miniatures, les rossignols furent vite les plus populaires. Cette foire perdure toujours et se déroule durant un mois à partir de la mi-juin sur le cours Belsunce.

## Lieu d'origine

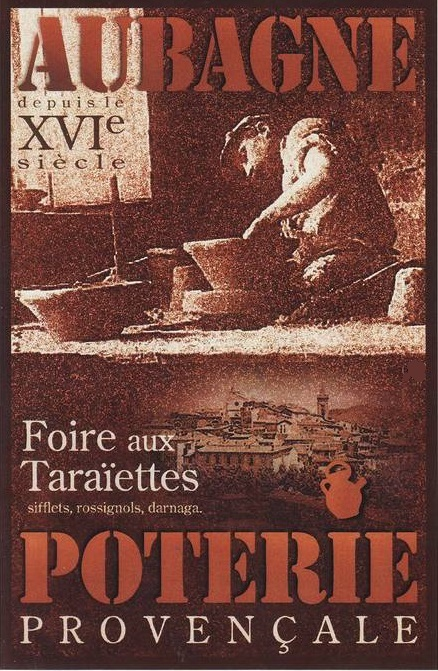
Foire aux taraïettes d'Aubagne.

Parmi ses collections, le Museon Arlaten possède toute une série de taraïettes. Elles vont d'une cruche en terre cuite blanche, qui arbore une décoration florale recouverte d'un émail, à un oiseau à sifflet, le rossignol en terre que l'on remplit d'eau, en passant par des marmites en terre vernissée blanche ou marron. Cette série hétéroclite témoigne de la diversité des provenances et montre que les taraïettes provenaient d'un peu partout en Provence.
Au début du XXe siècle, elles étaient produites tant par les artisans potiers de Marseille que d'Apt, que par les ateliers d'Aubagne et de Vallauris. Actuellement, les taraïettes sont produites principalement par ces deux derniers centres provençaux, qui ont seuls maintenu une production de poteries culinaires. Jadis, les Comtadins achetaient les leurs aux artisans de Saint-Quentin-la-Poterie. Depuis la fermeture de ces ateliers, ce marché a été pris par les potiers de Dieulefit, en Drôme provençale.
Actuellement, les taraïettes d'Aubagne, ville qui est restée le grand centre de production, sont vendues par les revendeurs à la foire de la Saint-Jean de Marseille, ainsi que par des magasins de bibelots dans la plupart des grandes cités touristiques provençales (Saintes-Maries-de-la-Mer, Arles, Les Baux-de-Provence, Fontaine-de-Vaucluse, etc.). Lors des fêtes votives qui fleurissent en Provence tout au cours de l'été, quelques forains les proposent toujours sur leurs stands.
Quant à la ville d'Aubagne, elle organise deux foires pour ses potiers, la foire d'été et celle de Noël, où l'on trouve nombre de taraïettes. La foire d'été qui se déroule chaque année à la fin août a pris une dimension internationale avec 180 artisans venus du monde entier et plus de 60 000 en deux jours. Nommée depuis 1991 « Argilla », cette foire accueille, outre la quarantaine de locaux, des potiers venus de toute la France, d'Allemagne, des Pays-Bas ou d'Amérique du Sud. Quant à la foire de Noël, intitulée foire aux santons et à la céramique, elle commence à la mi-novembre pour s'arrêter après les festivités calendales.

## Forme et technique de production
Dans l'Encyclopédie départementale des Bouches-du-Rhône, les auteurs font le lien entre la fabrication des taraïettes et celle des santons : « On peut rapprocher de cette fabrication locale si originale une autre qui est aussi traditionnelle, celle des taraïettes. »
La taille des taraïettes se situe entre 3 et 8 centimètres. Elles se présentent soit en terre cuite, sans aucune décoration, soit vernissées grossièrement, soit décorées à la main. Chantal Lombard explique le comment et le pourquoi de la décoration des taraïettes imitée de celle des poteries culinaires : « Traditionnellement, les potiers vernissaient le plat et celui-ci gardait la couleur de la terre, ou bien ils utilisaient une gamme de couleurs qui comprenait : le vert, obtenu avec un mélange de terre d'Apt et de carbonate de cuivre ; le jaune, engobe blanc sur terre rouge. En trempant le pot dans un bain où ils ont mélangé le vernis et la couleur, le liquide se répand sur l'objet d'une façon grossière. La plupart des pots ne sont pas entièrement vernissés ; cela correspond à une économie traditionnelle, où la décoration a une valeur fonctionnelle et ne doit pas peser sur le prix de vente. »
On distingue donc les taraïettes en terre cuite non vernissée et celles qui sont décorées. Parmi celles-ci, on trouve des taraïettes vernissées à glaçures jaunes, bleues ou vertes et même à glaçures transparentes, d'autres à émaux polychromes, jaunes, verts, ou imitant le grès, enfin des jaspées vertes ou jaunes.
Leurs formes, héritées du Moyen Âge, correspondent à une alimentation rustique. « Plats des adultes et taraïettes s'inscrivent dans un groupe de formes, spécifiques, dont nous ne connaissons pas les origines, mais qui s'est transmis dans un savoir-faire propre à la Provence » et l'on constate qu'elles répondent à des « fonctions de conservation, de cuisson ou de consommation ».

### Les différentes taraïettes
Chantal Lombard a pu dresser une liste assez précise des différentes taraïettes commercialisées d'après les catalogues des potiers.
- assiette
- assiette creuse
- assiette plate
- assiette percée
- bougeoir
- bourrache pour l'huile
- casserole
- chandelier
- compotier
- coquemar
- cruche
- cruche à sifflet (rossignol)
- cruchon
- daubière
- faisselle
- gargoulette
- jarre
- jarre à huile
- jarrón
- marmite (oulle)
- marmite basse
- marmite haute
- marmite ronde
- mortier
- moule
- panier
- panier à salade
- pichet
- pichet à vin
- plat
- plat à œuf
- poêle
- poêle à frire
- poêlon
- pot à bec
- pot de chambre
- pot à conserve
- saladier
- saucière
- soucoupe
- soupière
- tasse
- terrine
- tian
- vase
- verseuse
- vire-omelette

## Le rossignol
L'inventaire serait incomplet sans les rossignols, ces petites cruches pourvues d'un sifflet qui, lorsqu'elles sont remplies d'eau et que l'on souffle dedans, émettent des trilles ressemblant à celles du rossignol,.
Au musée Cantini, lors de l'exposition « Poteries en Provence du Néolithique à nos jours », le catalogue présentait une « trompette recourbée en cor de chasse » ; selon la tradition, ce type de trompette était vendu à la foire de la Saint-Jean de Marseille. Jean-Paul Clébert signale, quant à lui, une foire à l'ail importante qui se déroula tout au long du Moyen Âge, au hameau de Saint-Jean-de-Garguier, à Gémenos. Lieu de pèlerinage depuis l'Antiquité, cet ancien évêché (Locus Gargarius) attirait toujours les fidèles, qui dansaient et processionnaient en portant des tresses d'ail et en soufflant dans des trompettes d'argile, les toutouro d'Aubagne. Selon Fernand Benoit, cette cérémonie annuelle était un rite d'exorcisme.
Ces mêmes trompettes ont été identifiées par Hyacinthe Chobaut au sommet du mont Ventoux. Elles ont été retrouvées lors de la construction de l'observatoire. Il s'agissait d'un dépôt votif, fait par les populations pastorales locales, qui avaient édifié au cours de la Préhistoire un temple au sommet, et venaient conjurer le « maître vent » en soufflant dans ces trompettes. Clébert souligne que, dans les vieilles crèches provençales, les bergers étaient représentés avec ces trompettes rituelles.
Exorcisme et conjuration qui n'empêchent point que les sifflets en terre cuite aient été utilisés pour appeler le renouveau de la nature, comme le soulignent de nombreux ouvrages. Ce fut le cas à Saint-Jean-de-Fos, village de potiers, qui fabriquait des petites trompes en terre cuite (troïna ou trumpet). Elles furent utilisées de la seconde moitié du XVe siècle jusqu'au début du XXe siècle. Les cloches étant parties à Rome, entre le Jeudi saint et Pâques, les enfants de chœur, armés de ces petites cornes, trompetaient pour appeler les fidèles à la messe. Le dimanche de Pâques, une cérémonie avait lieu sous la croix de la Vierge du Roc Pointu. Il fallait s’emparer de la corne de son voisin et la briser contre le rocher. Le bas du rocher est encore recouvert des tessons accumulés pendant des années.

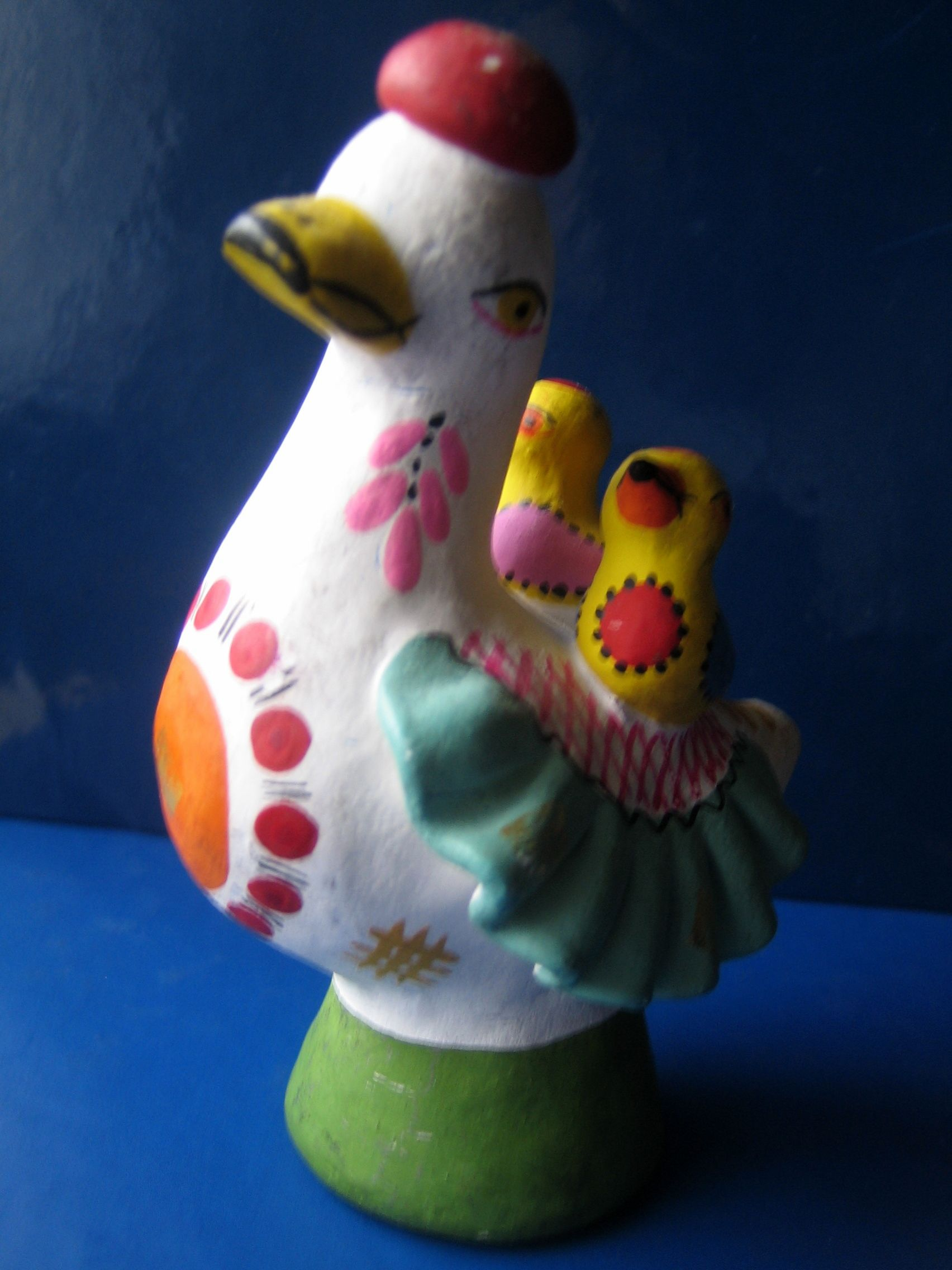
Sifflet en forme de canard, terre cuite de Dymkovo.

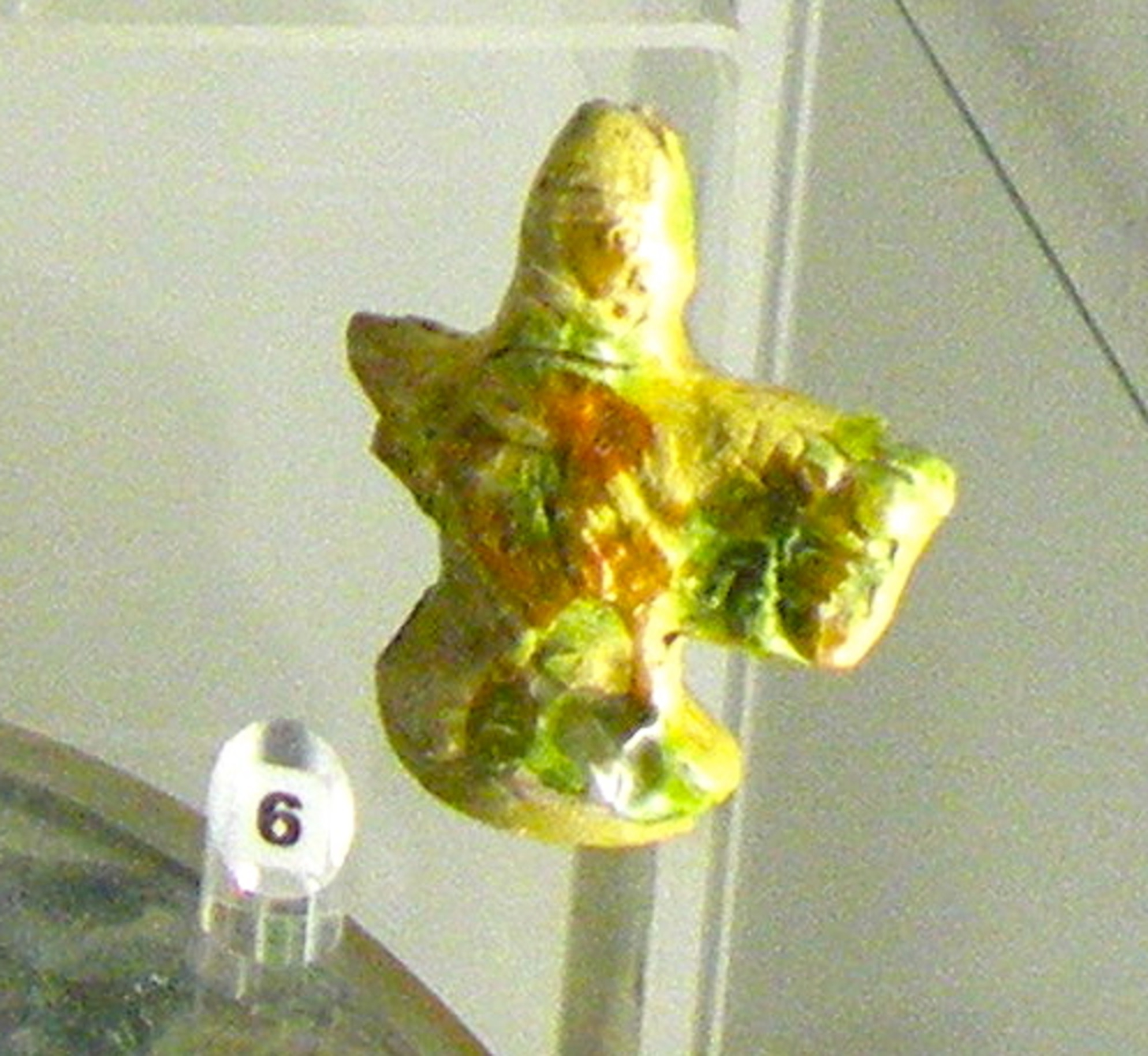
Appeau du XVIe siècle.

Autre cas en Russie, où la tradition la mieux documentée sur l'usage du sifflet remonte à plus de 400 ans. Ces sifflets étaient spécifiques à la région de Viatka (actuelle Kirov, et ancienne Khlynov) et étaient, à l'origine, associés à la fête du printemps, dite Svistounia (de svistet, « siffler »). Pour cette occasion, les femmes modelaient les sifflets dans de l'argile, en forme d'animaux. L'origine même de cette fête fait l'objet de plusieurs légendes.
La plus ancienne relation connue de cette fête est due au général Nikolaï Khitrovo en 1811, et signale que la « fête des sifflets », ou « danse des sifflets », se déroulait le quatrième samedi après Pâques. Les adultes dansaient, chantaient et buvaient au cimetière, pendant que les enfants soufflaient dans les sifflets qu'on leur avait offerts.
Des sources orales font remonter cette fête à 1418. Tous les historiens russes pensent que cette tradition devait remonter plus probablement aux anciens rites païens. Ceci est en concordance avec l'utilisation probable du sifflet pour célébrer le culte des morts. L'oiseau aquatique (thème fréquent des anciens sifflets russes) représente en effet l'âme des défunts dans de nombreuses religions.
En France, des « jours du sifflet » ont été répertoriés dans plusieurs villages sous la forme d'une foire. La « ferio des chioulets » se déroule à Castres, au cours du mois d'août, et à Réalmont, où elle s'appelle le « fenasse » ou « foire des coucuts », la foire aux rossignols ; elle se tient aussi annuellement à Érôme, chaque début de mai.
À Simorre, village voisin du centre potier de Sémézies-Cachan, le lundi de Pâques, a lieu la heyro dous chioulets (foire des sifflets). Au cours de cette journée, placée sous le patronage de saint Cerrat, le patron de Simorre, la foule s'installait autour de l'oratoire du hameau de Saintes où la tradition situait le tombeau du saint. On achetait les sifflets aux potiers venus vendre leur production, mais on y louait aussi domestiques et servantes.
L'utilisation des sifflets en terre laisse supposer une utilisation de ces objets pour la chasse. C'est le rôle de l'appeau, instrument qui sert à imiter le cri ou le chant d'un animal ou d'un oiseau. Il est possible que certains de ces jouets aient aussi été utilisés pour attirer (appeler) un gibier. Mais le rossignol de petit garçon reste un jouet, tout comme les taraïettes ménagères de la petite fille qui ne peuvent servir à faire la cuisine. Ce n'est qu'un sifflet globulaire à deux tons rapidement tourné par le potier. Et quand le garçon suivait son père à la chasse, il devait rester dans sa poche de peur de rentrer bredouille en ayant fait fuir les oiseaux.

## La taraïette, marqueur de l'identité provençale
Les taraïettes, un des rares vestiges contemporains des ustensiles de ménage des Provençales du début du XXe siècle, sont devenues des témoins du passé. Elles évoquent aussi des pratiques culinaires disparues, puisque c'est essentiellement sur le potager que l'on cuisinait les aliments. Ce potager était « un petit fourneau en maçonnerie percé sur le dessus de trous carrés munis de grilles, sur lesquelles on plaçait les braises prélevées de la cheminée. En dessous se trouvait un cendrier dissimulé par des portes en fer ou par un simple rideau ».
Chantal Lombard se demande si le potager caractéristique de l'équipement citadin ne s'est pas répandu après les années 1820, dans la campagne provençale, quand les ruraux s'équipaient en vaisselle et plats de terre qui résistaient au feu de bois ou de charbon de bois.
L'importance de la vaisselle en Provence lui fit toujours réserver un emplacement particulier. Quand il s'agissait d'étain, elle était dans un dressoir appelé estagné. Pour la vaisselle en terre, sur des étagères dénommées oulié ou terrassié. Les simples écuelles (escudello) trouvaient place sur une étagère désignée sous le nom d’escudié ou escudelié.
Cette vision quotidienne a revêtu une richesse de signification importante pour les enfants. « Les petits joueurs faisaient semblant de faire la cuisine comme maman, et les parents se réjouissaient que leurs rejetons apprennent ainsi les gestes et le vocabulaire de la vie domestique provençale. Cette vaisselle en terre souvent vernissée et colorée initiait les enfants au toucher et au respect de ce matériau fragile et varié dans sa texture. La taraïette et la tirelire étaient des instruments de l'éducation à la conservation des objets et à l'économie familiale. »
Si le ménage de taraïettes a été l'image en réduction de la vaisselle d'une famille aisée du début du siècle dernier, au XXIe siècle, ce jouet a perdu toute valeur ludique d'imitation, on ne cuisine plus aujourd'hui comme hier, « par contre la taraïette renforce le sentiment d'identité car elle permet aux enfants de conserver un savoir cuisinier à l'ancienne et à l'adulte, qui les pose sur une étagère, de se rappeler son enfance ».